# São Bernardo (Maranhão)
São Bernardo est une municipalité brésilienne située dans l'État du Maranhão.